# لونت کازاک
لونت کازاک (انگلیسی: Levent Kazak; ۵ مهٔ ۱۹۶۷) فیلم‌نامه‌نویس، بازیگر اهل ترکیه است.